# Corinne Frottier
Corinne Frottier (* 1953 in Brüssel) ist eine österreichische Autorin, Hörspielregisseurin und Zenlehrerin.

## Leben
Corinne Frottier wurde in Brüssel geboren und wuchs in England und Österreich auf. Sie studierte von 1972 bis 1974 an der Wiener Filmhochschule. Anschließend wechselte sie an die Universität Köln, wo sie von 1975 bis 1982 Theater-, Film- und Fernsehwissenschaft studierte. Seit 1983 lebt Corinne Frottier als freie Autorin, Hörspielregisseurin und Zenlehrerin in Hamburg. Seit 2009 leitet sie in Hamburg die Zen-Gemeinschaft GenjoAn e. V.
1984 begegnete Corinne Frottier in Hamburg ihrer ersten Zen-Lehrerin, Lies Groening. 2009 erhielt sie von ihrer zweiten Lehrerin, Catherine Genno Pagès Roshi (Paris) Shiho/Dharma-Übertragung und 2023 den Titel Roshi (Inka). Sie steht in der Linie White Plum von Maezumi Roshi. 
Corinne Roshi ist zusammen mit Bernie Glassman Roshi, dem Clown Moshe Cohen und Weiteren ein Gründungsmitglied des „Ordens der Unordnung“. Dieser Orden wurde anlässlich eines Bearing-Witness-Retreats 1999 in Auschwitz ins Leben gerufen. Von Bernie Glassman Roshi lernte sie zudem die Praxis des „Herz-Kreises“ (counceling circle), die inzwischen neben Zazen und Dharma-Darlegungen ein fester Bestandteil ihrer Zen-Übung ist.

## Buchveröffentlichungen
- 2016: So wie Du bist – Der buddhistische Weg zur Selbstannahme, Kösel-Verlag
- AschePerlen/Pearls of Ash & Awe: Zeugnisse aus 20 Jahren Friedenspraxis in Auschwitz mit Bernie Glassman und den Zen Peacemakers, Deutsch/Englisch, Edition Steinrich Literaturmanufaktur

## Hörspielregie
- 1992: Doris Gercke: Am Hoffnungsberg (Produktion: NDR)
- 1992: Tony Fennelly: Mord auf der Klappe
- 1993: Wo Europa anfängt – (Bearbeitung und Regie) (Produktion: SWF)
- 1994: Die Sanfte (Produktion: SWF)
- 1995: Doris Gercke: Niederlage (Produktion: NDR)
- 1997: Dagmar Scharsich: Radieschen von unten (Produktion: NDR)
- 1997: Batya Gur: Am Anfang war das Wort (Produktion: SWF)
- 1997: Detective Crawford und der Mord an der Thompson Street (Produktion: SFB)
- 1998: Batya Gur: Du sollst nicht begehren (Produktion: NDR)
- 2003: Donna Leon: Die dunkle Stunde der Serenissima (Produktion: WDR/NDR)
- 2004: Donna Leon: Verschwiegene Kanäle (2 Teile)
- 2004: Guido Gin Koster: Quel beau voyage oder Was für eine schöne Reise (Produktion: NDR) – Hörspiel des Monats März 2005